# Fortaleza de Cacela

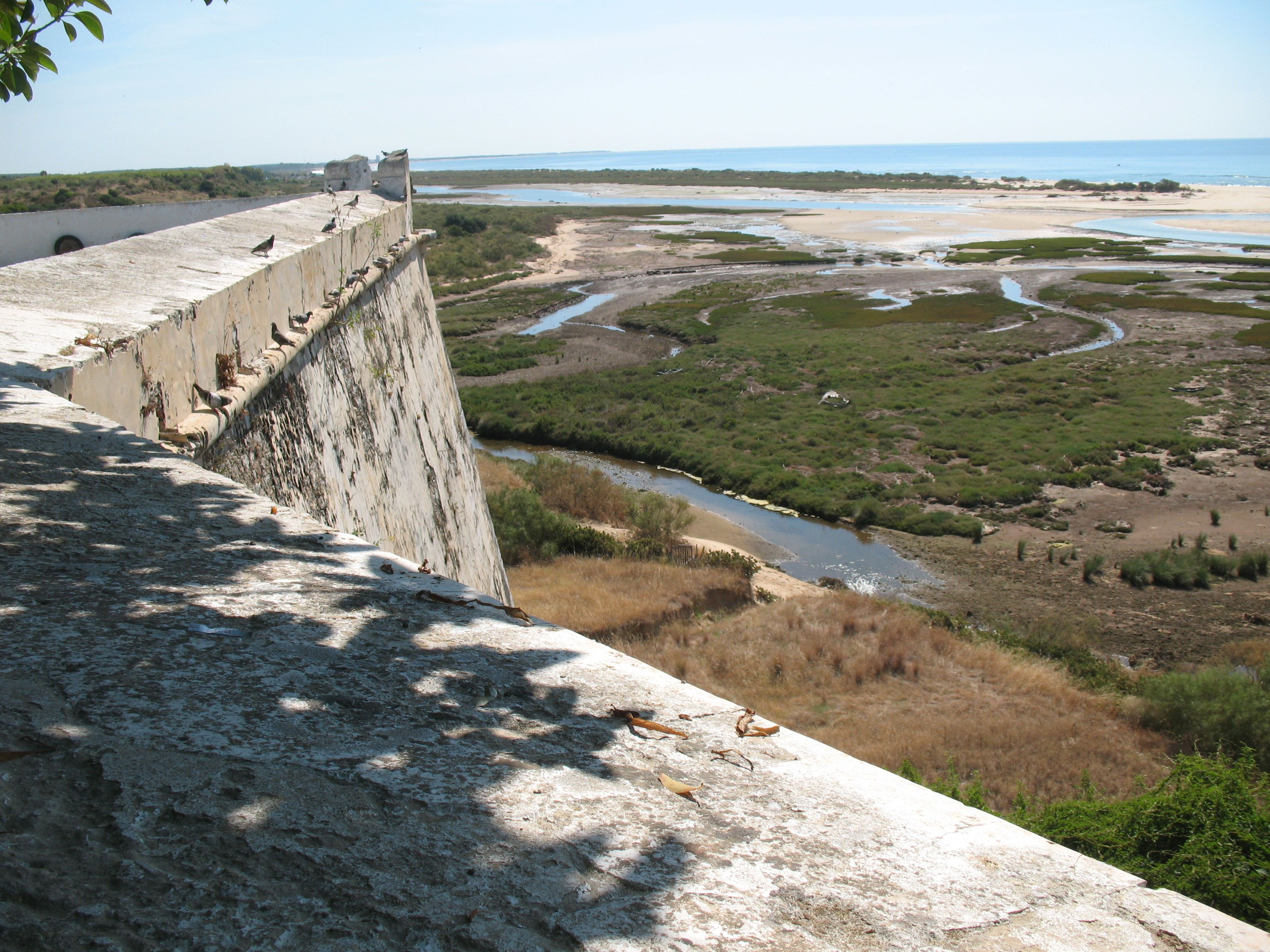
Forte de Cacela: vista sobre a foz da ria Formosa.

A Fortaleza de Cacela, também referida como Forte de Cacela, Fortaleza dos Cavaleiros de Santiago de Cacela e Castelo de Cacela, no Algarve, localiza-se na povoação de Cacela-Velha, freguesia de Vila Nova de Cacela, Município de Vila Real de Santo António, no Distrito de Faro, em Portugal.
Em posição dominante sobranceira à foz da ria Formosa, encontra-se atualmente compreendido no património classificado de Cacela Velha, considerado como um dos mais importantes conjuntos arquitectónicos do Algarve.

## História

### Antecedentes
A primitiva fortificação no local foi um castelo mouro anterior à Reconquista da Península Ibérica.
No século XVI, já em ruínas, foi essa defesa foi reconstruída por ordens de D. João III ou de D. Sebastião. É sabido que este último inspeccionou pessoalmente as obras em 1573.
A fortificação sofreu várias vicissitudes nos séculos seguintes: relatos de 1617 esclarecem que as suas muralhas se encontravam arruinadas do lado da arriba; em 1750 a fortaleza encontrava-se arruinada, tendo ficado quase destruída com o terramoto de 1755.

### Do terramoto de 1755 aos nossos dias
A atual estrutura remonta a D. Rodrigo de Noronha, que ordenou a sua reconstrução, prolongando-se os trabalhos de 1770 a 1794.
Ao final do século XIX, em 1897, as dependências do forte foram ocupadas pela Guarda Fiscal (hoje Brigada Fiscal da GNR). 
Funcionou no seu interior um radar que se destinava à vigilância do espaço aéreo.
Os seus edifícios, no terrapleno, encontram-se utilizados pela corporação, razão pela qual não é permitida a visitação turística ao monumento.
Do largo fronteiro à fortaleza avista-se, para leste, o troço final da ria Formosa (que se estende até poucas centenas de metros da Manta Rota), a baía de Monte Gordo e, mais longe, já em Espanha, a Ilha Canela e a Ilha Cristina.

## Características

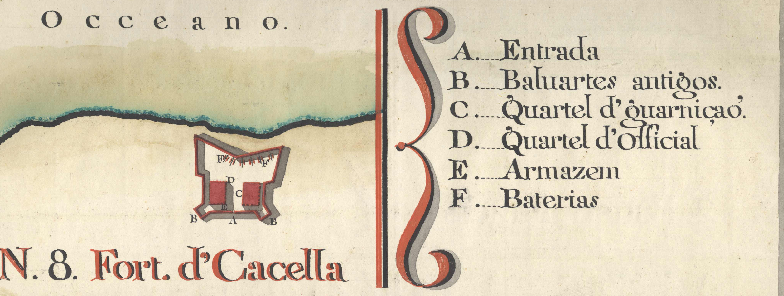
Planta do Fortaleza de Cacela (1784), da autoria do engº militar José Sande de Vasconcelos.

O forte apresenta planta trapezoidal com baluartes nos ângulos salientes, e guaritas. No seu terrapleno erguem-se as edificações de serviço e abre-se a cisterna. Existe uma planta datada de 1784 da autoria do engº militar José Sande de Vasconcelos.

## Lápide na Entrada

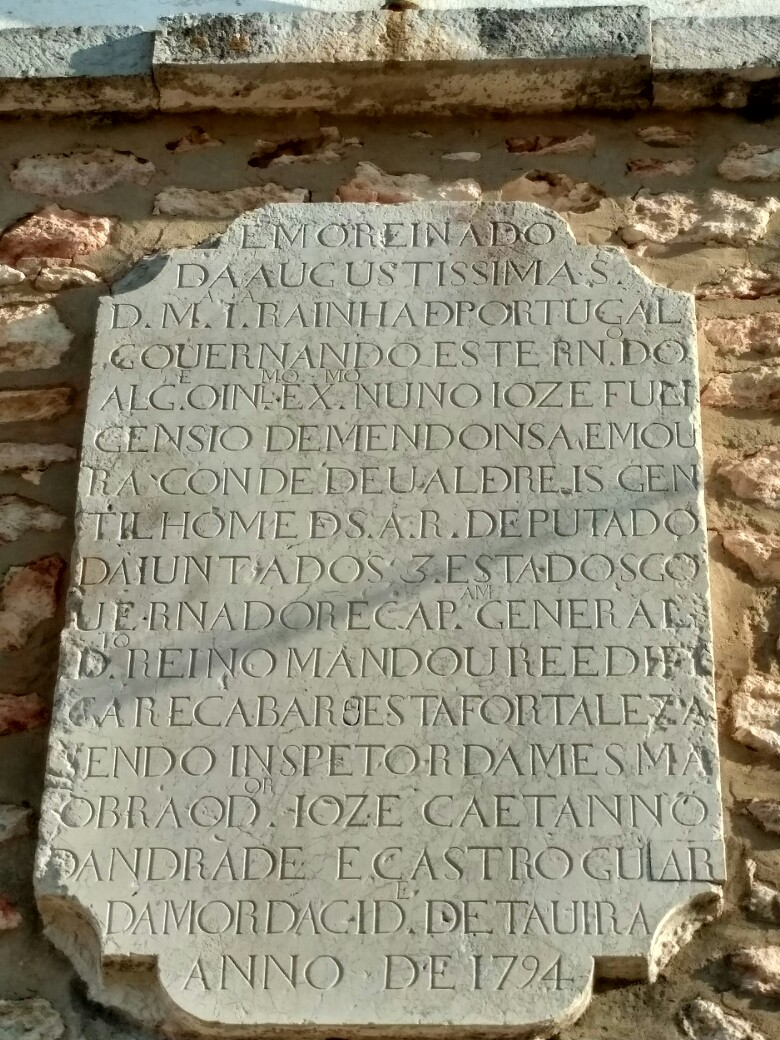
Lápide colocada na entrada Fortaleza de Cacela dando conta da sua reedificação em 1794.

A Lápide colocada à entrada apresenta a seguinte inscrição.
```
EM O REINADO DA AUGUSTISSIMA S. D. M. I. RAINHADPORTUGALGOUERNANDO ESTE RN. DO ALG.OILMO.E EXMO. NUNO IOZE FULGENSIO DEMENDONSA EMOURA CONDE DE UALEDREIS GENTILHOME DS.A.R. DEPUTADO DA JUNTA DOS 3 ESTADOS GOUERNADOR E CAP. GENERAL DTO. REINO MANDOU REEDIFICAR ECABAR ESTAFORTALEZA SENDO INSPETOR DA MESMA OBRA O DR. JOZE CAETANNO DANRADE E CASTRO GUARDA MOR DA CID. DE TAUIRA ANNO DE 1794.
```

Algumas personalidades descritas na lápide são:
- S.D.M.I RAINHADPORTUGAL - Senhora D. Maria I, rainha de Portugal .
- NUNO IOZE FULGENSIO DEMENSONSA EMOURA CONDE DE UALDREIS - Nuno José de Mendonça e Moura, 6º conde de Vale de Reis, na altura governador das Armas do Algarve .
- JOZE CAETANNO DANRADE - José Caetano de Andrade Castro, guarda-mor da cidade de Tavira , que também colaborou na reedificação do Forte de São João da Barra, em Cabanas.